# Sugárzásegyenleg
A sugárzásegyenleg a Földre érkező és eltávozó hősugárzás egyenlege, mely a légkörben található vízgőztől és a pozitív visszacsatolású folyamatoktól függ.
A vízgőz (felhők formájában) a visszacsatolási folyamaton kívül fontos szerepet játszik a sugárzásegyenleg kialakításában. A nappali Föld felszínének közel felét árnyékoló felhők a napsugárzás több mint ötödét verik vissza, mérsékelve a felmelegedést. 
Qs = LE + QL + Qt
Qs : Sugárzási egyenleg
LE : Párolgásra fordított hőmennyiség
Ql : A levegő felmelegítésére fordított hőmennyiség
Qt : A talaj hőforgalma
Magyarországon, vízszintesen, nem mozgathatóan elhelyezett 1 m² sík felületre egy év alatt kb. 2400 MJ energia esik a napsugárzásból. Hogy Magyarország kb. 6000 MW elektromos energia fogyasztását (jelenlegi fogyasztás) fedezni lehessen, 10% napelem hatásfok mellett 750 km² napelemre lenne szükség, hogy Magyarország szén-dioxid kibocsátását nullára csökkentsük. Magyarországon a globális felmelegedés elkerülésére telepített napelemek száma csekélynek mondható (2007).

## Külső hivatkozások
- meteoziv.freeweb.hu: Meteorológiai alapismeretek 2